# Kotiujînî, Zbaraj
Kotiujînî (în ucraineană Котюжини) este un sat în comuna Velîki Viknînî din raionul Zbaraj, regiunea Ternopil, Ucraina.

## Demografie
Componența lingvistică a localității Kotiujînî
     Ucraineană (99,47%)
     Alte limbi (0,36%)
Conform recensământului din 2001, majoritatea populației localității Kotiujînî era vorbitoare de ucraineană (99,47%), existând în minoritate și vorbitori de alte limbi.